# Eutanyacra picta
Eutanyacra picta är en stekelart som först beskrevs av Franz Paula von Schrank 1776.  Eutanyacra picta ingår i släktet Eutanyacra och familjen brokparasitsteklar. Arten är reproducerande i Sverige. Inga underarter finns listade i Catalogue of Life.

## Bildgalleri

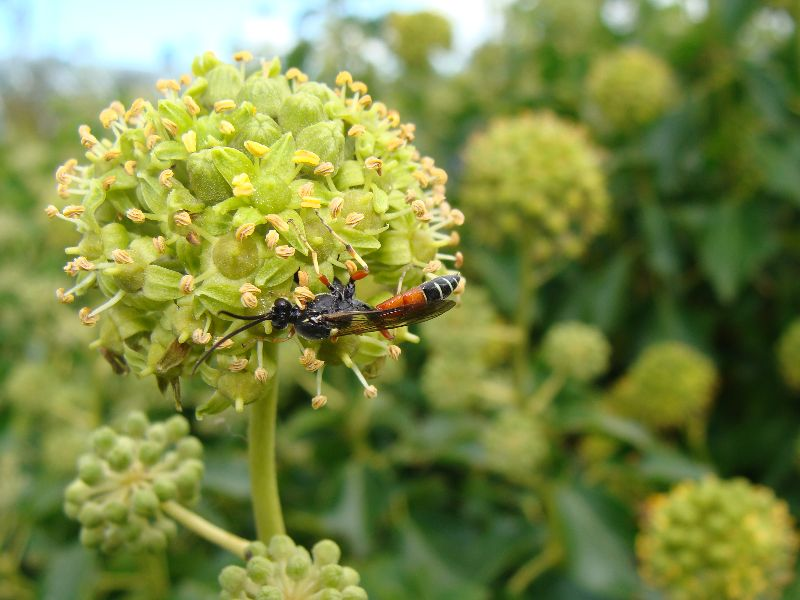